# Flasher
Flasher és una població dels Estats Units a l'estat de Dakota del Nord. Segons el cens del 2000 tenia 285 habitants.

## Demografia
Segons el cens del 2000, Flasher tenia 285 habitants, 130 habitatges, i 72 famílies. La densitat de població era de 157,2 hab./km².
Dels 130 habitatges en un 26,9% hi vivien nens de menys de 18 anys, en un 47,7% hi vivien parelles casades, en un 3,8% dones solteres, i en un 44,6% no eren unitats familiars. En el 40% dels habitatges hi vivien persones soles el 26,9% de les quals corresponia a persones de 65 anys o més que vivien soles. El nombre mitjà de persones vivint en cada habitatge era de 2,19 i el nombre mitjà de persones que vivien en cada família era de 2,94.
Per edats la població es repartia de la següent manera: un 24,9% tenia menys de 18 anys, un 5,3% entre 18 i 24, un 19,3% entre 25 i 44, un 20,4% de 45 a 60 i un 30,2% 65 anys o més.
L'edat mediana era de 46 anys. Per cada 100 dones de 18 o més anys hi havia 92,8 homes.
La renda mediana per habitatge era de 20.313 dòlars i la renda mediana per família de 40.556 dòlars. Els homes tenien una renda mediana de 24.167 dòlars mentre que les dones 28.750 dòlars. La renda per capita de la població era de 13.970 dòlars. Entorn del 9,7% de les famílies i el 16,4% de la població estaven per sota del llindar de pobresa.

## Poblacions més properes
El següent diagrama mostra les poblacions més properes.